# فردریک یکم، دوک بزرگ بادن
فردریک اول ( آلمانی: Friedrich Wilhelm Ludwig  ; ۹ سپتامبر ۱۸۲۶ – ۲۸ سپتامبر ۱۹۰۷) دوک بزرگ بادن از ۱۸۵۸ تا ۱۹۰۷ میلادی بود.